# FN 303
FN 303 là súng hơi loại riot gun trấn áp bạo động ít gây chết người do hãng FN Herstal phát triển. Mặc dù ban đầu nhà thiết kế của nó nghĩ thiết kế này sẽ trở thành một loại súng bắn đạn sơn thể thao, nhưng những nhà phát triển thấy đây là thiết kế tiềm năng cho một loại súng trấn áp ít gây chết nên kết quả là việc thiết kế được chỉnh theo hướng đó. Với mục đích cung cấp cho các lực lượng thi hành công vụ để dùng cho việc bắt giữ các phần tử chống đối bằng vũ lực nhưng ít gây thương tích nghiêm trọng hay thiệt hại về tài sản xung quanh thường được dùng trong các trường hợp khống chế tù nhân, giải cứu con tin, trấn áp bạo loạn...

## Thiết kế
FN 303 là loại súng hơi bán tự động sử dụng không khí nén được lưu trữ trong một cái chai một khi được bơm đầy (khoảng 210 bar) nó có thể bắn khoảng 110 viên có thể tháo rời và bơm lại. Nó có một đồng hồ đo áp lực để biết khi nào thì cần bơm lại và cần lưu ý là cần bơm chậm nếu không chai khí sẽ nóng lên rất nhanh làm giảm áp lực mà nó có thể chứa. Trong một nhiệm vụ trấn áp tội phạm thì một đầy khí có thể đủ, nhưng trong một cuộc bạo động thì một máy nén khí là yêu cầu cần thiết còn nếu không có máy nén thì có thể mang nhiều bình khí. Thân súng được làm bằng nhựa tổng hợp để có trọng lượng nhẹ.
Hệ thống nhắm cơ bản của súng là điểm ruồi nhưng có có thanh răng trên thân để gắn nhiều loại hệ thống nhắm khác nhau nếu cần. Hộp đạn tròn của súng có thể chứa 15 viên có thành phía sau bằng nhựa trong suốt để dễ kiểm tra lượng đạn. Báng súng có thể gấp lên trên, nếu tháo báng súng ra thì loại súng này có thể gắn vào các loại súng khác lớn hơn ở vị trí súng phóng lựu tùy theo yêu cầu. Súng có thể tháo ra thành 4 phần chính là thân súng trên và dưới, hộp đạn và bình khí.
Đạn của súng được thiết kế hình nón và có các cánh nhựa giữ ổn định để tăng độ chính xác cũng như không làm nó quá nặng. Các viên đạn này sẽ tự vỡ khi va chạm vào mục tiêu để hạn chế nguy cơ gây thương tích nếu nó ghim được vào bên trong và hoạt động như một cú đấm ngăn không cho mục tiêu tiến tới. Một trong các thách thức của thiết kế là làm sao để tăng tầm hiệu quả của đạn nhưng không tăng khả năng sát thương ở khoảng các quá gần do gia tốc hay khối lượng. Mỗi loại đạn có các chức năng khác nhau và được phân biệt bằng màu trên vỏ như bột cay PAVA (cam), sơn (hồng)... Loại đạn PAVA sử dụng chất Capsaicin II nóng và tồn tại lâu hơn các chất gây cay khác thường được sử dụng.

## Các nước sử dụng
- Bỉ
- Bulgaria
- Hoa Kỳ
- Gruzia
- Libya
- Luxembourg
- Nhật Bản
- Thổ Nhĩ Kỳ
- Singapore